# هذا الرجل
هذا الرجل (بالإنجليزية: This Man) هو شخص يُزعم أنه ظهر في أحلام الآلاف من الناس منذ عام 2006، ولكن لم يتم التعرف عليه في العالم الحقيقي. لقد كان المحور الرئيسي لموقع على الويب يسمى Ever Dream This Man؟ الذي أنشأه عالم الاجتماع والمسوق الإيطالي أندريا ناتيلا في عام 2008. ادعى الموقع أن أول شخص أبلغ عن حلمه بهذا الرجل كان مريضًا لطبيب نفسي في مدينة نيويورك في 2006، وأن أربعة مرضى آخرين من نفس الوجه قد تعرفوا أيضًا على نفس الوجه. زعم الموقع أيضًا أن أكثر من 3000 شخص قد اتصلوا بالموقع لمشاركة قصصهم ورسوماتهم عن هذا الرجل. قدم الموقع تفسيرات مختلفة محتملة لهذه الظاهرة ، تتراوح بين الدنيوية أو الخارقة للطبيعة. ومع ذلك ، لم يتم دعم أي من هذه النظريات بأي دليل أو تحقيق.

## ظهوره
في عام 2006 كانت هناك إمرأة تجلس مع طبيبها النفسي حيث قالت له «هناك رجل يراودني في أحلام كل يوم ولكن نظراته مريبة جدا» فقال لها الطبيب النفسي إرسمي لي صورة هذا الشخص فرسمتها ووضعها الطبيب في ملف المرضى الخاص به ثم في يوم آخر كان هناك مريض جالسٌ مع الطبيب حيث كان الطبيب يبحث عن ملف المريض الشخصي وأثناء البحث لمح المريض صورة الرجل فبدء في الصراخ فسأله الطبيب عن سبب صراخه فقال له يراودني هذا الشخص كل يوم في احلامي فبعد الجلسة عرض الطبيب هذه الصور على باقي الأطباء لتنتشر القصة ولكن لهذا اليوم لا يوجد تفسير منطقي للحلم بظهور هذا الرجل.